# Hadena mayeri
Hadena mayeri là một loài bướm đêm trong họ Noctuidae.